# Teodora Draku
Teodora Draku (ur. 6 lutego 1992 w Patras) – grecka pływaczka, dwukrotna wicemistrzyni Europy i uczestniczka igrzysk olimpijskich: w Londynie (2012) i w Rio de Janeiro (2016).

## Igrzyska olimpijskie
W 2012 na igrzyskach w Londynie wzięła udział w wyścigu na 50 metrów stylem dowolnym. Zajęła w nim 16. miejsce.
Cztery lata później w Rio de Janeiro również uczestniczyła w tej samej konkurencji. Zajęła w niej 31. miejsce z czasem 25,36.